# Huge (zespół muzyczny)
Huge – polski zespół muzyczny reprezentujący gatunek hardcore z Nowego Targu powstały w 1997 roku. Jeden z czołowych i pierwszych przedstawicieli nowotarskiej sceny hardcore HCNT. Aktywny głównie na początku tysiąclecia. Zespół reaktywował się na krótki czas w 2009 roku. Obecnie rozwiązany. 
Część grupy reprezentowała w czasie swojej działalności postawę straight edge i wegetariański styl życia.

## Historia
Nagrań na pierwszy album "Huge" dokonano w dniach 6-7 listopada 1999 roku w James Records w Wojkowicach. Album został wydany na kasecie i CD w 2000 roku za pośrednictwem niezależnej wytwórni z Nowego Targu - Nikt Nic Nie Wie (NNNW).
Następnie zespół po zmianach w składzie zarejestrował w warszawskim Serakos Studio materiał na drugi album, który nie doczekał się wydawnictwa. Album miał być zatytułowany "Not A Handful Of Stones But The Sound Of My Soul". Materiał znacząco różnił się od wydanego w 2000 roku albumu "Huge" i przedstawiał zupełnie nowy kierunek muzyczny.

## Skład zespołu
| Pierwszy skład zespołu - Wojciech Sawicki - wokal - Michał Balikowski - gitara elektryczna - Mateusz Skupień - gitara basowa - Grzegorz Rapacz - perkusja | Drugi skład zespołu - Przemek Jasiński - wokal - Michał Balikowski - gitara elektryczna - Mateusz Skupień - gitara elektryczna - Szymon Wątorek - gitara basowa - Grzegorz Rapacz - perkusja |

## Dyskografia

### Albumy
- Huge (2000) - Nikt Nic Nie Wie

### Kompilacje
- V/A Arlekin #9 - "The Best Of Sommer Shit 2000" (2000) - Alternati Projekt
- V/A "Ostry Dyżur Vol 1% - Hard Core/Punk Out Of Poland" (2003) - Pasażer Records & Shing Records

## Powiązane zespoły
Muzycy z zespołu Huge są także zaangażowani w tworzenie rodzimych, nowotarskich kapel takich jak: Odszukać Listopad, End Of Silence, Misericordia, Omerta. 
Współtworzyli także takie grupy jak: After Laughter, Bomb The World, Cries Of The Tormented, Last Believer. 